# もずやん
もずやんは大阪府の公式マスコットキャラクター。大阪府の府鳥であるモズをモチーフとしている。かつては「モッピー」の名称だったが、2014年（平成26年）9月に改名した。

## 概要
もともとは 1997年（平成9年）のなみはや国体の公式マスコット、「モッピー」として誕生した。

その後、大阪府では2000年（平成12年）の第13回・全国健康福祉祭（ねんりんピック）の公式キャラクターを肇めとした生涯スポーツ振興のマスコットキャラクターとして、各種イベントに活用していた。
デビュー以降は多数いる大阪府のキャラクターのうちの一体扱いであり、それほど目立つ存在ではなかった。しかし2014年に大阪府は、府知事の松井一郎の意向を受け、着ぐるみが存在しないキャラクターも含めて計92体いた庁内のキャラクターから、最古参の「モッピー」を公式キャラクターとして一本化する方針を明らかにした。府は92キャラのうち府が直接管理する31体を9体まで減らし、残ったキャラクターも着ぐるみの更新は認めず、もずやんとの同伴でなければイベント出演ができないと規定を定めた。

## 改名
「モッピー」の名前は全国から一般公募され、10103件の応募の中から選定された。「モッピー」は、大阪府の鳥であるモズの「モ」と、ハッピーやピースの「ピー」を組み合わせたもの。
その後、2014年4月に大阪府の統一キャラクターとすることとなったが、この時にユニバーサル・スタジオ・ジャパンにおけるセサミストリートのオリジナルキャラクターと名前が競合しており、かつ既にそれが商標登録されていることが判明したため、改名することとなった。
2014年7月に名称を一般公募し、1905件の中から「もずやん」を選定した。
2014年9月17日に改名を公表するとともに、翌9月18日に「広報担当副知事」に任命された。なおこの改名の際キャラクターデザインも従来のものから可愛らしいものへと一新し着ぐるみも小型のものを新調しているが、旧デザインの着ぐるみも「もずやん」の名前で一定期間併用していたため、実際にイベント会場に登場するまでは、どちらのタイプのもずやんが出てくるのか分からない状態となっていた。
2016年には、もずやんの歌「タッタカもずやん」が登場した。

## メディアへの進出
2020年9月6日放送のテレビアニメ『トミカ絆合体 アースグランナー』（テレビ大阪発・テレビ東京系）の第23話に実写としてエンディングダンスに出演。そして、2021年12月12日放送のテレビアニメ『マジカパーティ』（テレビ大阪発・テレビ東京系）の第37話では、ロンの回想シーンに登場する選挙カーの知事に立候補した「もずやん知事」に扮してカメオ出演も果たしている。

## 設定
- 生年月日 - 平成5年10月8日[8]

2014年9月18日に大阪市中央区で特別住民票交付。以下はその記載。
- 名前 – もずやん
- 誕生日 - 10月8日
- 性別 - 男子
- 住所 - 大阪市中央区大手前2丁目１番22号
- 住民となった日 – 10月8日
- 家族構成 – おじいちゃん、おばあちゃん、お父さん、お母さん、妹